# Ludgate

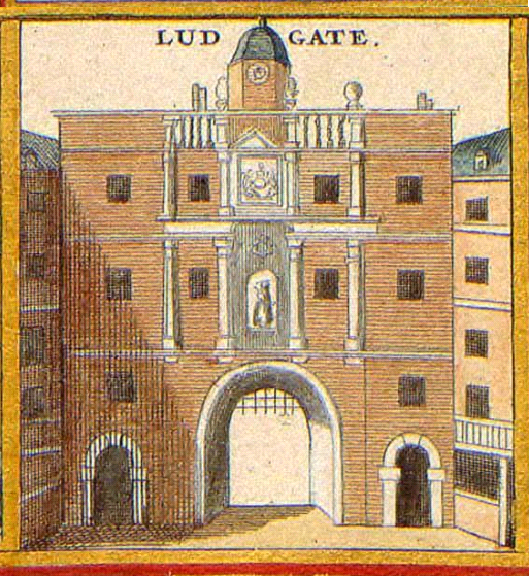
Antica illustrazione rappresentante Ludgate (1690)

Ludgate era la porta più occidentale del London Wall. Il suo nome è stato dato alla Ludgate Hill, una continuazione di Fleet Street e Ludgate Circus.
I romani costruirono una strada, verso ovest, lungo la riva nord del Tamigi in uscita dalla porta successivamente chiamata Lud Gate. Essa proteggeva la strada che portava al principale luogo di sepoltura dei romani in quella che oggi è Fleet Street. La porta si trovava vicino ad un piccolo fiume, il Fleet River, che ora scorre sottoterra. Essa era situata di fronte all'attuale St Martin's Church sulla collina oggi nominata Ludgate Hill. Il sito in cui era ubicata la porta è oggi segnalato da una targa sul lato nord di Ludgate Hill, a metà strada tra Ludgate Circus e la Cattedrale di Saint Paul.
La tradizione dice che la porta venne costruita da re Lud, nel 66 a.C. - ma è più facile che essa sia stata edificata dai romani e abbia soltanto preso il nome da Lud.
Ricostruita nel 1215, su di essa vennero realizzate delle celle di una prigione per autori di reati minori. La porta fu uno dei tre siti che venivano chiamati Ludgate Prison. Nel 1378 venne deciso che Newgate Prison venisse usata per i criminali più pericolosi e  Ludgate per i cittadini e gli ecclesiastici che venivano imprigionati per reati minori, quasi sempre per debiti non onorati. Nel 1419 ci si rese conto che i prigionieri stavano troppo bene in questa prigione e preferivano non pagare i debiti piuttosto che pagarli ed uscire di prigione. Pertanto le autorità decisero di trasferirli alla prigione di Newgate anche se quest'ultima era sovraffollata e molto malsana.
Ricostruita nel 1586, ai suoi lati venne posta una statua di re Lud sul lato est ed una statua della regina Elisabetta I sul lato ovest. Queste statue sono ora all'esterno della St Dunstan's Church, a Fleet Street. La porta venne nuovamente ricostruita dopo il grande incendio. Così come tutte le altre porte della città, venne demolita nel 1760.